# هری ردنپ
هری ردنپ (به انگلیسی: Harry Redknapp) (زادهٔ ۲ مارس ۱۹۴۷) بازیکن سابق و مربی کنونی فوتبال اهل انگلستان است.
وی به عنوان بازیکن فوتبال در تیم‌های وستهام یونایتد، بورنموث، برنتفورد، سیاتل ساندرز و بورنموث نیز حضور داشته‌است. او تاکنون در تیم‌های بورنموث، وستهام یونایتد، پورتس‌موث، ساوت‌همپتون، تاتنهام و کویینز پارک رنجرز مربیگری کرده‌است.
او پدر جیمی ردنپ است و فرانک لمپارد خواهرزادهٔ هری ردنپ است. هری ردنپ تنها مربی تاریخ لیگ جزیره است که بیشترین امار باخت را دارد با ۲۳۸ باخت.

## دوران بازی
وستهام یونایتد
ردنپ در دوران بازی خود به عنوان هافبک بازی می‌کرد. او کار خود را با تاتنهام هاتسپر آغاز کرد و تا ۱۵ سالگی برای تیم جوانان بازی کرد تا اینکه به وستهام یونایتد رفت. او اولین بار در فصل ۱۹۶۵–۱۹۶۶ به تیم اصلی وستهام راه پیدا کرد و هفت بازی انجام داد و یک گل به ثمر رساند. او اولین بازی خود را برای وستهام در تساوی ۱–۱ در خانه مقابل ساندرلند در ۲۳ اوت ۱۹۶۵ انجام داد. اولین گل او در پیروزی ۴–۱ خارج از خانه مقابل تاتنهام در ۸ آوریل ۱۹۶۶ به ثمر رسید.
ردنپ اولین بازی خود را در فصل ۱۹۶۶–۱۹۶۷ انجام داد و دومین گل خود را برای باشگاه در ۳ دسامبر ۱۹۶۶ در پیروزی ۳–۰ مقابل وست برومویچ آلبیون به ثمر رساند. ردنپ ۱۲ بازی در لیگ انجام داد و یک بار در طول فصل دوم خود گلزنی کرد. در طول فصل ۱۹۶۷–۱۹۶۸، او ۲۸ بازی در لیگ انجام داد و دو بار گلزنی کرد، اولین بار در پیروزی ۴–۲ خانگی مقابل برنلی در ۲۱ اوت ۱۹۶۷ و دومی در پیروزی ۵–۱ خارج از خانه مقابل ساندرلند در ۶ سپتامبر ۱۹۶۷.
در طول فصل ۱۹۶۸–۱۹۶۹، ردنپ ۴۲ بازی انجام داد و سه بار گلزنی کرد که ۳۶ بازی در لیگ (به همراه دو گل)، سه بازی در جام حذفی و سه بازی در جام اتحادیه (به همراه یک گل) انجام شد. اولین گل او در لیگ در این فصل در پیروزی ۴–۰ مقابل وست بروم در ۳۱ اوت ۱۹۶۸ به ثمر رسید، در حالی که گل بعدی در دیداری در جام اتحادیه مقابل بولتون واندررز بود که وستهم با نتیجه ۴–۰ پیروز شد. ردنپ در شکست ۲–۰ خارج از خانه مقابل لیدز یونایتد در ۱۲ اکتبر ۱۹۶۸ کارت قرمز دریافت کرد.[۱۴] او به دلیل خطا در بیلی برمنر جریمه شده بود و به دلیل مخالفت توسط داور اخراج شد. سومین گل او در این فصل در پیروزی ۴–۳ مقابل کوئینز پارک رنجرز در ۲ نوامبر ۱۹۶۸ به ثمر رسید.
ردنپ اولین بازی خود در فصل ۷۰–۱۹۶۹ را در ۹ اوت ۱۹۶۹ در برد خانگی ۱–۰ مقابل نیوکاسل یونایتد انجام داد، در حالی که اولین گل او در این فصل در برد خانگی ۳–۰ مقابل شفیلد ونزدی در ۲ سپتامبر ۱۹۶۹ به ثمر رسید. در مجموع ۲۶ بازی انجام داد و یک گل به ثمر رساند. ۲۳ بازی او در لیگ انجام شد.
در طول فصل ۱۹۷۰–۱۹۷۱، ردنپ ۲۱ بازی در لیگ انجام داد و یک بازی دیگر در جام اتحادیه انجام شد. او سپس ۳۵ بازی دیگر در طول فصل ۱۹۷۱–۱۹۷۲ انجام داد که ۲۲ مورد از آنها در لیگ حضور داشتند. این آخرین فصل حضور او در باشگاه قبل از انتقال به AFC بورنموث برای فصل ۷۳–۱۹۷۲ خواهد بود. او در مجموع ۱۷۵ بازی در لیگ و جام حذفی برای وستهم انجام داد و هشت بار در طول هفت فصل گلزنی کرد.